# Gimer de Carcassona
Gimer de Carcassona (Carcassona, Aude, s. IX - 931) fou un bisbe de Carcassona. És venerat com a sant per diverses confessions cristianes.

## Biografia
Gimer havia nascut a Carcassona, al barri que avui porta el seu nom. Destacà per la seva caritat envers els necessitats, als que donà el producte de la venda dels béns que havia heretat de la seva família. Llavors anà a viure a la comunitat de canonges regulars de la catedral. A la mort del bisbe Gislerand, fou elegit com a tretzè bisbe de Carcassona entre 902 i 931. Bisbe reformista, assistí als concilis de Barcelona (906), Sent-Tiberi, Magalona i Fontcouverte. Va traslladar la seu de Carcassona de l'església de Santa Maria de Sant Salvador a la dels Sants Nazari i Cels.

### Llegenda del pa
Una llegenda deia que, de petit, feia enrabiar la seva mare perquè sempre li prenia el pa que feia. Un dia, la mare veié com el pa que tenia al forn es multiplicava, ja que Gimer l'agafava per repartir-lo entre els pobres.

## Veneració
Fou sebollit a la catedral. Sobre la casa on havia nascut, al carrer de la Barbacana, s'edificà l'església de Sant Gimer; destruïda, fou reconstruïda per Eugène Viollet-le-Duc al segle xix.